# 池田長清
池田 長清（いけだ ながきよ）は、江戸時代前期から中期にかけての旗本。通称は帯刀。官位は従五位下・備中守。

## 略歴
寛永21年/正保元年（1645年）、池田長賢の子として誕生。母は内藤忠重の娘。幼名を五郎助、三五郎。初名は長政。
万治元年（1658年）閏12月27日、従五位下備中守に叙任し、寛文4年（1664年）4月29日、遺領を継ぐ。寛文8年（1668年）12月9日、定火消となる。延宝5年（1677年）6月4日、小姓組の番頭となり、延宝7年（1679年）8月12日、書院番の番頭となった。天和2年（1682年）10月21日、上野国山田郡・勢多郡のうちにおいて1000石を加増され、合わせて7000石を知行する。元禄6年（1693年）9月15日、大番頭となる。 
宝永7年（1710年）閏8月10日、死去。66歳。跡を子・長元が継いだ。

## 系譜
- 父：池田長賢（1604-1664）
- 母：内藤忠重の娘
- 室：内藤忠吉の娘
- 室：野村氏
  - 男子：池田長元（1697-1718）
  - 男子：池田長令（1702-1722）
- 生母不明の子女
  - 女子：坪内定堅室